# فیگن یوکسک‌داغ
فیگن یوکسک‌داغ (انگلیسی: Figen Yüksekdağ؛ زادهٔ ۱۹۷۱) سیاست‌مدار، روزنامه نگار، فعال جنبش زنان و نماینده مجلس ترکیه است. او از موسسان حزب دموکراتیک خلق‌ها است و به همراه صلاح‌الدین دمیرتاش رهبری این حزب را برعهده داشت.

## زندگی
فیگن به عنوان بچه ی نهم در یک خانواده ی کشاورز در روستایی در منطقه ی گل‌اوواسی متولد شد. او خانواده اش را مذهبی، محافظه کار و ناسیونالیست توصیف می کند. با این وجود پدرش تاکید زیادی بر تحصیل دخترانش داشت. در دوران مدرسه شروع به فعالیت های سیاسی کرد و به جنبش کارگران پیوست و با اولین بازداشتش مشاجرات خانوادگی در خانواده اش فزونی گرفت. او در هجده سالگی خانه ی پدری اش را ترک کرد و به استانبول رفت. بعدها توانست رابطه اش با خانواده را بهبود ببخشد.

## فعالیت سیاسی
او در انتخابات پارلمانی سال ۲۰۰۲ برای اولین بار به عنوان یک نامزد مستقل در حوزه انتخابیه آدانا شرکت کرد و برای چند سال در جنبش حقوق زنان فعال بود و به عنوان سردبیر برای مجله زنان سوسیالیست فعالیت می کرد. در تظاهراتی که در سال ۲۰۰۹ شرکت داشت به دلیل فعالیت سیاسی در هیئت مدیره روزنامه آتلیم که توسط حزب کمونیست مارکسیست-لنینیست (ترکیه) منتشر می شد، دستگیر شد. در زندان با سدات شنوغلو مسئول اخبار روزنامه ازدواج کرد. پس از آزادی در سال 2010 یکی از بنیانگذاران حزب سوسیالیست ستمدیدگان بود و از ۲۹ ژانویه ۲۰۱۰ ریاست حزب را بر عهده داشت. در ۷ سپتامبر ۲۰۱۴ از سمت خود استعفا داد و به حزب دموکراتیک خلق‌ها HDP پیوست. در همان سال، ESP به HDP پیوست که به عنوان حزب چتر برای چندین حزب کوچک عمل می کرد. در ۲۲ ژوئن ۲۰۱۴ فیگن یوکسکداغ در دومین کنگره عادی حزب HDP به عنوان رئیس مشترک انتخاب شد. در انتخابات پارلمانی ۷ ژوئن ۲۰۱۵، HDP  توانست ۱۳.۱ درصد و۸۰ کرسی از ۵۵۰ کرسی مجلس ملی را به دست آورد. اگر HDP در مانع ۱۰ درصد شکست می‌خورد، حزب حاکم محافظه‌کار اسلامی، AKP، اکثریت مطلق را در پارلمان داشت. یوکسکداغ نماینده  حوزه ی انتخابیه استان وان است. در تابستان ۲۰۱۵ او اتهامات جدی ای را علیه دولت ترکیه مطرح کرد. از نظر او مبارزه ضد تروریسم که ترکیه انجام می دهد به وضوح علیه شبه نظامیان تروریستی "دولت اسلامی" (داعش) نیست، بلکه علیه نیروهای کرد انجام می شود و  نزدیکی استراتژیک و ایدئولوژیکی بین دولت ترکیه و داعش وجود دارد. او فاش ساخت که حملات هوایی ترکیه نه علیه داعش، بلکه علیه جنبش کردها انجام شده است. او معتقد بود داعش نزدیک به سه سال است که از سوی ترکیه حمایت می شود و  جنگجویان داعش در اردوگاه های آموزشی در داخل ترکیه آموزش دیده و به آن سوی مرز فرستاده می شوند. 

## سلب مصونیت و دستگیری
در می ۲۰۱۶ به تحریک رئیس جمهور اردوغان، مصونیت شماری از نمایندگان HDP در پارلمان ترکیه لغو شد. در شامگاه ۳ نوامبر ۲۰۱۶ پس از دستگیری ده‌ها هزار نفر که ادعا میشد نظم دولتی ترکیه را تهدید می‌کردند و منتقد دولت بودند، رهبران حزب HDP، صلاح الدین دمیرتاش و فیگن یوکسکداغ و حداقل ۱۳ نماینده دیگر HDP نیز دستگیر شدند.  دستگیری رهبران حزب دموکراتیک خلق ها واکنش های گسترده ای داشت. اشتاین مایر، وزیر امور خارجه فدرال آلمان از دستگیری های با انگیزه سیاسی انتقاد کرد. وی اظهار داشت که حق اقدام علیه تروریسم "نباید به عنوان توجیهی برای ساکت کردن مخالفان سیاسی یا حتی به زندان انداختن آنها باشد." صدراعظم آلمان آنگلا مرکل رئیس جمهور فدرال یواخیم گاوک و نمایندگان اتحادیه اروپا و ایالات متحده نیز از دستگیری ها انتقاد کردند.  یوکسکداغ از زمان بازداشت در سال ۲۰۱۶ در زندانی در کندیرا نگهداری می شود.
در ژوئیه ۲۰۱۵، دفتر دادستانی عمومی، دادرسی مقدماتی را علیه صلاح الدین دمیرتاش و اندکی پس از آن علیه یوکسکداغ آغاز کرد. آن ها متهم به تبلیغ برای YPG شدند که دولت ترکیه آن را در زمره ی گروه های تروریستی طبقه بندی کرده است. دلیل این اتهام هم  حضور عمومی آن ها در تابستان ۲۰۱۵ بود که طی آن او همبستگی خود را با PYD و YPG اعلام کرده بودند.l

## محکومیت
یوکسکداغ در فوریه ۲۰۱۷ پس از محکومیت به ۱۰ ماه حبس از سمت پارلمانی خود محروم شد. او بعدها به تبلیغ برای پ.ک.ک هم متهم شد. ماه بعد عضویت حزب و رهبری حزب به دنبال حکم دادگاه از او سلب شد. در آوریل ۲۰۱۷ یوکسکداغ به دلیل سخنرانی در فوریه ۲۰۱۵ به مناسبت شانزدهمین سالگرد ربوده شدن عبدالله اوجالان به یک سال زندان محکوم شد.